# Bénédictines de sainte Bathilde
Les Bénédictines de sainte Bathilde souvent nommées Bénédictines de Vanves sont une congrégation religieuse féminine contemplative et œcuménique de droit pontifical. 

## Histoire
Le 11 juillet 1918, Marguerite Waddington-Delmas (de), veuve protestante récemment convertie au catholicisme, devient oblate de l'abbaye Saint-Martin de Ligugé et prend le nom de sœur Bénédicte. Elle pense ensuite à entrer dans la vie religieuse et en parle à Jean-Martial Besse, bénédictin de Ligugé. Celui-ci pense à une oblature régulière, c'est-à-dire un institut de femmes qui suivent la règle de saint Benoît mais sans la clôture religieuse.
En 1919, un groupe d'oblates s’installent à Paris pour un essai de vie religieuse dans un petit hôtel particulier de l’avenue de Ségur mais Mgr Amette n’est pas favorable à ce genre de vie. Marguerite Waddington-Delmas passe Noël à l'abbaye de Chevetogne et rencontre Gabrielle Richard, oblate de Ligugé. Pour avoir une connaissance de la vie religieuse bénédictine en vue de la future fondation, toutes les deux désirent recevoir la formation du noviciat. La mère abbesse de l'abbaye de Jouarre accepte de les accueillir pour qu'elles reçoivent la même formation que les novices de l’abbaye. Elles font leur profession religieuse le 30 novembre 1921 et s’installent avenue de Ségur le 2 janvier 1922. En janvier 1924, elles instituent pour la première fois à Paris l'octave de prière pour l’unité des chrétiens.
Le 28 février 1926, Pie XI, dans son encyclique Rerum Ecclesiae, demande aux ordres contemplatifs de fonder des monastères en pays de mission. La jeune communauté sent qu’elle doit répondre à cet appel dès que les circonstances le permettront. Le 24 juin 1926, la Congrégation des réguliers autorise le nouvel institut sous le nom d’oblates missionnaires de saint Benoît. Le cardinal Dubois signe le décret d’érection le 15 août. Plus tard la communauté se place sous le patronage de sainte Bathilde selon le vœu de Don Besse.
En 1928, la communauté s'installe au prieuré Sainte-Bathilde de Vanves, elles fondent ensuite d'autres monastères en France mais surtout en terre de mission selon l'inspiration que les sœurs avaient eu avec l'encyclique Rerum Ecclesiae : Ambositra à Madagascar (1934), Buôn Ma Thuột au Viêt-Nam (1954), déménagé au district de Thủ Đức (1967) ; Mananjary (Madagascar) (1954) ; Martigné-Briand (France), 1956 ; Toffo au Bénin (1966) ; Saint-Thierry (1968) ; Joffreville (Madagascar) (1976) ; Lôc Nam près de Dalat (Viêt-Nam) (2000) ; Fusion avec la Congrégation de Jésus crucifié (2024), monastère de Brou-sur-Chantereine (France), monastère de Shirako (Japon).

## Activités et diffusion
Les Bénédictines de sainte Bathilde se vouent à la vie contemplative, à l'œcuménisme et favorisent la création de monastère dans les pays de mission. 
Elles sont présentes en France, au Bénin, à Madagascar et au Vietnam.
En 2017, la congrégation comptait 211 religieuses dans 9 maisons.